# Bušinec
Bušinec este o localitate din comuna Dolenjske Toplice, Slovenia, cu o populație de 35 de locuitori.